# Olbersleben
Olbersleben ist ein Ortsteil der Landgemeinde Buttstädt im Landkreis Sömmerda in Thüringen.

## Geschichte
Um 1264 wurde der Ort erstmals als Albrechsleybyn und Albrechtisleiben urkundlich erwähnt. Zu dieser Zeit war der Ort im Besitz der Grafen von Weimar-Orlamünde. Nach dem Aussterben der Grafen von Orlamünde im Jahr 1372 kam der Ort an die wettinische Landgrafschaft Thüringen und bei der Leipziger Teilung 1485 an das ernestinische Kurfürstentum Sachsen. Die Kirche St. Wigbert entstand um 1500. Der Ort gehörte im 16. Jahrhundert zu dem Teil der Vogtei Brembach, der 1662 beim Herzogtum Sachsen-Weimar verblieb und 1735 dem Amt Hardisleben angegliedert wurde. 1741 kam Olbersleben mit diesem zum Herzogtum Sachsen-Weimar-Eisenach. Die Orte des Amts Hardisleben gehörten seit 1817 zum Amt Buttstädt, welches 1850 im Verwaltungsbezirk Apolda des Großherzogtums Sachsen-Weimar-Eisenach aufging.
Während des Zweiten Weltkrieges mussten etwa 300 Kriegsgefangene, Militärinternierte sowie Frauen und Männer aus Frankreich, Italien, Polen, der Sowjetunion und Jugoslawien Zwangsarbeit verrichten, u. a. auf dem Rittergut. Der aus Russland stammende Alexij Wroschoschenko wurde nachweislich Opfer der Zwangsarbeit und verstarb mit 44 Jahren an Lungentuberkulose.
Am 1. Januar 2019 wurde die Gemeinde Olbersleben mit den weiteren Gemeinden der Verwaltungsgemeinschaft Buttstädt zur Landgemeinde Buttstädt zusammengeschlossen.

### Einwohnerentwicklung
| - 1994 – 795 - 1995 – 816 - 1996 – 823 - 1997 – 819 - 1998 – 821 - 1999 – 821 | - 2000 – 793 - 2001 – 784 - 2002 – 795 - 2003 – 790 - 2004 – 790 - 2005 – 794 | - 2006 – 803 - 2007 – 804 - 2008 – 787 - 2009 – 785 - 2010 – 778 - 2011 – 755 | - 2012 – 739 - 2013 – 728 - 2014 – 737 - 2015 – 731 - 2016 – 726 - 2017 – 711 |

 Datenquelle: Thüringer Landesamt für Statistik

## Politik

### Gemeinderat
Der Rat setzte sich aus acht Mitgliedern einer Freien Wählergruppe zusammen (Stand: Kommunalwahl 2009).

## Wirtschaft und Infrastruktur

### Bildung
In der DRK Kindertagesstätte „Zwergenland“ werden in Olbersleben wohnhafte, als auch Kinder aus umliegenden Ortschaften betreut.

### Verkehr
Der Bahnhof Olbersleben-Ellersleben liegt an der Bahnstrecke Straußfurt–Großheringen (Pfefferminzbahn). Zweistündlich verkehren Regionalbahnen der Linie RB 27 der Erfurter Bahn nach Sömmerda sowie Buttstädt.

## Wappen
Olbersleben führt drei Motive im Wappen. Im oberen Teil des Wappens befindet sich auf goldenem Feld mit roten Herzen bestreut ein wachsender Löwe.
Diese Figur verweist auf die Grafen von Orlamünde, die zur Zeit der ersten urkundlichen Erwähnung im 13. Jahrhundert bereits Besitzungen in der Gemeinde hatten. Der Orlamünder Löwe wird in der Literatur blau tingiert beschrieben.
Da es sich hierbei um eine historisch ältere Version als die bekannte schwarze Tingierung in den Stadtwappen von Weimar und Orlamünde handelt, findet diese im Wappen Anwendung.
Der Hahnenkopf links unten im Gemeindewappen greift das alte Siegelmotiv der Gemeinde auf, das einen schreitenden Hahn zeigt. Die goldene Weintraube im linkenunteren Teil des Wappens ist ein Attribut des Heiligen Wigbert. Ihm ist eine der beiden Kirchen der Gemeinde, die im 15. Jahrhundert gebaut wurde, gewidmet.

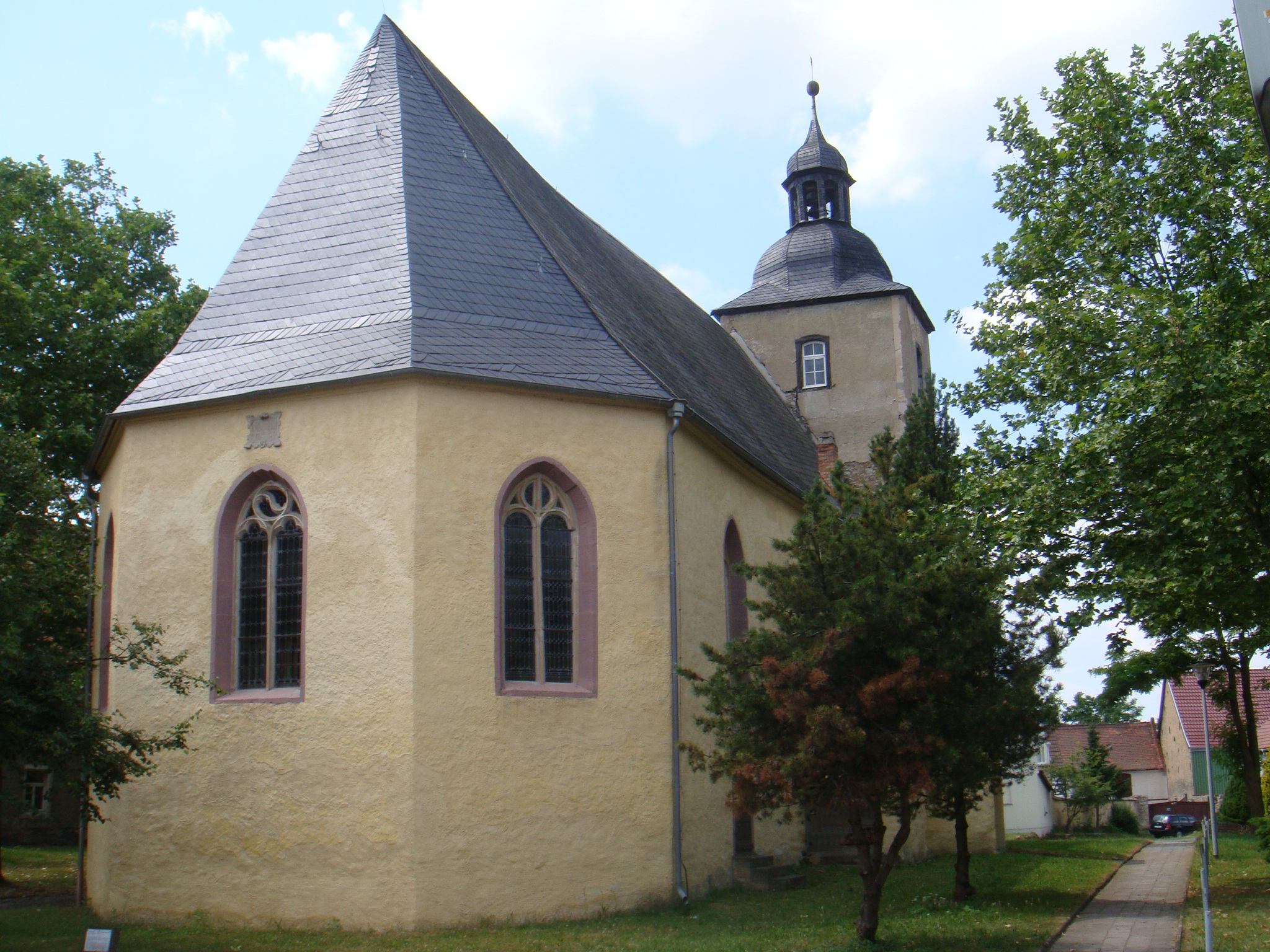
Evangelische Dorfkirche

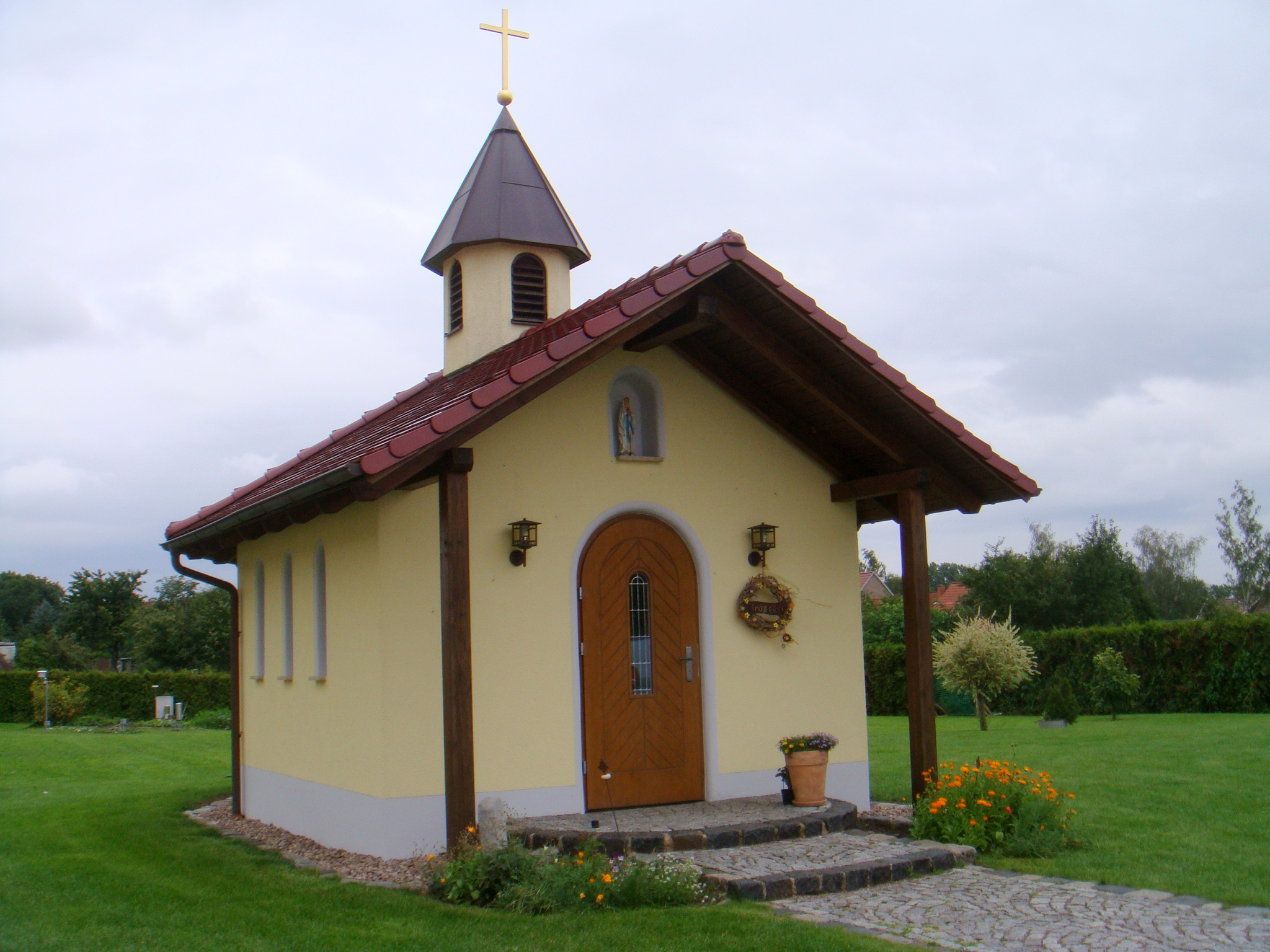
Marienkapelle

## Kultur und Sehenswürdigkeiten

### Kirchliches
Neben der evangelischen Dorfkirche gibt es eine katholische Marienkapelle, welche durch die Familie Silberhorn errichtet wurde.

### Vereine
In Olbersleben gibt es die Vereine Olberslebener Sportvereinigung 1914 e. V., den Olberslebener Feuerwehrverein e. V., sowie den Heimat- und Freizeitverein Olbersleben e. V.

### Regelmäßige Veranstaltungen
In Olbersleben finden folgende Veranstaltungen regelmäßig statt:
- 2. Wochenende im Januar – Weihnachtsbaumverbrennung
- 1. Mai – Tag der offenen Tür, der Freiwilligen Feuerwehr Olbersleben
- 1. Wochenende im Juni – Sportfest, des Olberslebener SVs
- 3. Wochenende im Oktober – Kirmes
- 10. November – Martinsumzug, der Kindertagesstätte „Zwergenland“ Olbersleben
- 1. Adventssamstag – Weihnachtsmarkt, der Kindertagesstätte „Zwergenland“ Olbersleben

## Persönlichkeiten
- Friedrich Wilhelm Wäldner (1785–1852), Orgelbauer in Halle (Saale)
- Max Meyer-Olbersleben (1850–1927), Komponist und Pianist
- Hermann Reichmuth (1856–1918), Reichstagsabgeordneter